# Okręty podwodne typu XVIII
Okręty podwodne typu XVIII – eksperymentalny typ niemieckich oceanicznych okrętów podwodnych.
Udane testy eksperymentalnych okrętów klasy XVII napędzanych nowym rodzajem napędu – napędem Waltera, doprowadziły do przekonania o możliwości stworzenia nowego rodzaju okrętu oceanicznego o całkowicie nowych możliwościach bojowych. Znaczna prędkość okrętu w zanurzeniu dawała szansę wyjścia na pozycję bojową nawet bez obecności eskorty, a także łatwiejszego unikania przeciwnika.
Pod koniec 1942 roku Hellmuth Walter przygotował plany nowego rodzaju okrętów oceanicznych – typu XVIII. 4 stycznia 1943 roku stocznia Deutsche Werke otrzymała kontrakt na budowę dwóch prototypów według tego projektu. Okręty otrzymały numery U-796 i U-797.
W czerwcu 1943 pojawiła się koncepcja przedstawiona przez prof. Oelfkena o wykorzystaniu kadłuba okrętów typu XVIII do budowy elektrycznego U-Boota typu XXI. W rezultacie 28 marca 1944 roku zaniechano budowy U-796 i U-797.